# Grand Prix Rüebliland
Le Grand Prix Rüebliland est une course cycliste par étapes de Suisse. Disputée dans le canton d'Argovie au mois de septembre, elle est réservée à la catégorie juniors depuis 1977. Elle a fait partie de la Coupe du monde UCI Juniors jusqu'en 2007.

## Histoire
Il s'agit de la seule course internationale pour les juniors (moins de 19 ans) en Suisse. Au palmarès figurent de nombreux cyclistes qui ont fait carrière chez les professionnels.
En 1977, le GP Rüebliland est organisé pour la première fois par l'association cantonale SRB Aargau. Pour des raisons financières, l'association IG GP Rüebliland est fondée trois ans plus tard et elle reprend l'organisation. Depuis plusieurs années, la course appartient à la catégorie UCI 2.1MJ. L'épreuve se déroule chaque année à la fin août début septembre, sur quatre étapes courues en trois jours. Elle est considérée comme une course de préparation de la course sur route des championnats du monde juniors.
Le peloton de la course comprend généralement environ 25 équipes de six coureurs, avec des équipes nationales d'Europe et d'outre-mer ainsi que des équipes cantonales et régionales suisses.
Le Néerlandais Gerrit de Vries est le seul coureur à avoir remporté la course deux fois. Le nom Rüebliland est utilisé depuis le milieu du XIXe siècle dans l'Argovie bernoise. Rüebli se rapporte au mot Räben, désignant les betteraves qui étaient au Moyen Âge un aliment aussi essentiel que la pomme de terre actuellement.

## Palmarès

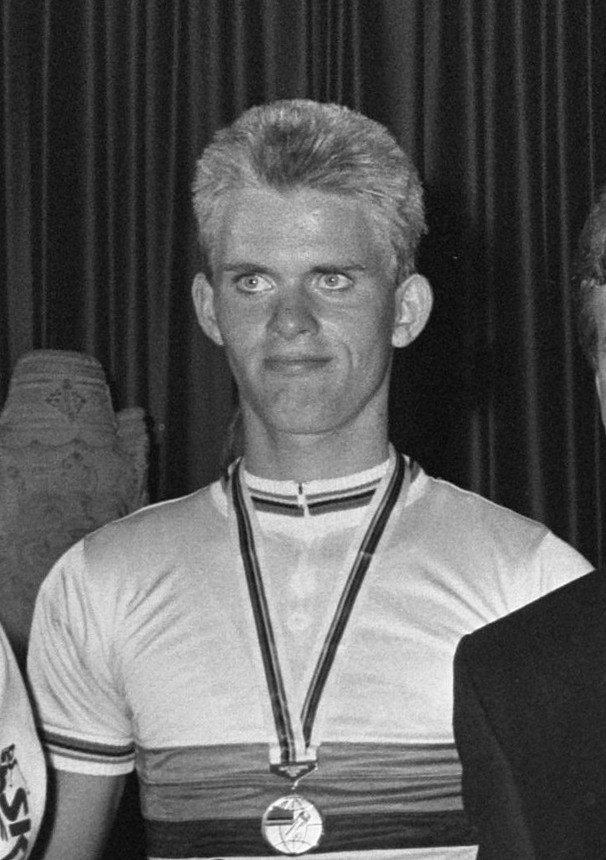
Gerrit de Vries a remporté à deux reprises la course.

| Année | Vainqueur            | Deuxième              | Troisième           |
| ----- | -------------------- | --------------------- | ------------------- |
| 1977  | Greg Alison          |                       |                     |
| 1978  | Jürg Bruggmann       |                       |                     |
| 1979  | Nico Emonds          |                       |                     |
| 1980  | Niki Rüttimann       |                       |                     |
| 1981  | Mathieu Hermans      |                       |                     |
| 1982  | Enrico Pezzetti      |                       |                     |
| 1983  | Sandi Papez          |                       |                     |
| 1984  | Gerrit de Vries      |                       |                     |
| 1985  | Gerrit de Vries      | Simone Pedrazzini     | Felice Puttini      |
| 1986  | Antoine Lagerwey     | Armand De Las Cuevas  | Laurent Dufaux      |
| 1987  | Reto Matt            | Roger Devittori       | Martin Königsberger |
| 1988  | Luca Cirimbelli      | Beat Zberg            | Davide Rebellin     |
| 1989  | Beat Zberg           | Oscar Camenzind       | Marco Serpellini    |
| 1990  | Trond Bjerkely       | Hans Petter Erikstad  | Torsten Schmidt     |
| 1991  | Roland Müller        | Pasquale Santoro      | Mesrop Shabioan     |
| 1992  | Davide Dante         | Marcel Renggli        | Federico Tozzo      |
| 1993  | Cyrille Legrand      | René Jørgensen        | Laurent Lefèvre     |
| 1994  | Alessandro Brendolin | Marcel Strauss        | Patrick Calcagni    |
| 1995  | Antonio Rizzi        | Leon Bergant          | Rui Roque           |
| 1996  | Stephan Schreck      | Claudio Bartoli (nl)  | Milovan Stanic      |
| 1997  | Sandro Güttinger     | Matthias Kessler      | Michele Scarponi    |
| 1998  | Xavier Pache         | Roy Sentjens          | Lars Bak            |
| 1999  | Antonio Bucciero     | Theo Eltink           | Giacomo Garofoli    |
| 2000  | Daniel Gysling       | Hans Henrik Jørgensen | Daniel Musiol       |
| 2001  | Niels Scheuneman     | Mathieu Perget        | Sebastian Schwager  |
| 2002  | Jos Harms            | Thomas Dekker         | Matej Jurčo         |
| 2003  | Martin Velits        | Anders Lund           | Thomas Frei         |
| 2004  | Roman Kreuziger      | Eros Capecchi         | Marcel Wyss         |
| 2005  | Martijn Keizer       | Thomas Guldhammer     | Étienne Pieret      |
| 2006  | Björn Thurau         | Giorgio Brambilla     | Marko Kump          |
| 2007  | Dimitri Le Boulch    | Yannick Eijssen       | Marek Benda         |
| 2008  | Cyrille Thièry       | Jelle Posthuma        | Masanori Noguchi    |
| 2009  | Oscar Riesebeek      | Bob Jungels           | Pelle Clapp         |
| 2010  | Bob Jungels          | Daan Olivier          | Mario Vogt          |
| 2011  | Alexis Gougeard      | Adrien Legros         | Louis Vervaeke      |
| 2012  | Sam Oomen            | Ildar Arslanov        | Tom Bohli           |
| 2013  | Mathieu van der Poel | Mads Pedersen         | Ayden Toovey        |
| 2014  | Lennard Kämna        | Pavel Sivakov         | Rayane Bouhanni     |
| 2015  | Marc Hirschi         | Gino Mäder            | Niklas Larsen       |
| 2016  | Reto Müller          | Alessandro Covi       | Marc Hirschi        |
| 2017  | Tom Pidcock          | Alexis Renard         | Ivan Smirnov        |
| 2018  | Enzo Leijnse         | Biniam Girmay         | Daniel Årnes        |
| 2019  | Quinn Simmons        | Fredrik Finnesand     | Magnus Sheffield    |
| 2020  | Andrii Ponomar       | Enzo Paleni           | Adam Holm           |
| 2021  | Trym Brennsæter      | Finlay Pickering      | Colby Simmons       |
| 2022  | Emil Herzog          | Jørgen Nordhagen      | Theodor Storm       |
| 2023  | Léo Bisiaux          | Theodor Storm         | Ko Molenaar         |
| 2024  | Theodor Clemmensen   | Noah Lindholm Møller  | Anton Louw Larsen   |